# Поступь (газета)
«Поступь» — арихепархиальное издательство Украинской греко-католической церкви в Виннипеге, Канада, организованное в 1959 году, которое выпускает одноименный журнал «Поступь» с англоязычным приложением «Progress». Между годами 1959-95 газета выходила правильно еженедельно; с 1996 года появляется правильно дважды в месяц. Тираж: 4300 (2009).

## К истории религиозно-церковной прессы в Манитобе
Первый номер виннипегской газеты «Поступь»  вышел 27 февраля 1959 года. До этого времени для украинцев, проживавших в Канаде с 1891 года, не существовало своих печатных изданий: удовлетворялись они украиноязычными газетами или из США, или из Галиции, которые выписывали в Канаде.
В Канаде первый украинский католический журнал «Канадійський русин» основан усилиями оо. Василиан и Редемптористов в издательстве латинской архиепархии: появился в Виннипеге 27 мая 1911 — и впоследствии за стараниями и под редакцией епископа Никити Будки продержался до 1918 года. Уже с новым названием «Канадийський українец», как официальный орган украинской католической Церкви в Канаде, журнал просуществовал до 1932 года, — и вследствие экономической депрессии прекратил свое существование. Аж в 1959 году по стараниям митрополита Максима Германюка вновь возобновилась украинская религиозно-церковная пресса  УГКЦ в Манитобе.

## Содержание «Поступь»
Газета информирует о церковно-религиозные дела и на культурно-исторические темы в Канаде, Украине и в мире. С 1960 появляется с англоязычным приложением «Progress». Рубрики: Рубрики: «Господарські вісті», «Слуга Божий Митрополит Андрей», «Євангеліє», «З життя наших парафій та організацій», «Наші Завдання», «Вісті з України та про Україну», и др.
Журнал редактировали Роман Данилевич (1959-1962), Анатоль Курдыдык (1962-1970), а. Семен Ижик (1970-1995) и Антон Борис (1995-1996). Англоязычный приложение с 1960 редактировал а. Ярослав Рудачек и другие.

## «Поступь» сегодня
В Виннипеге 9-го мая 2009 отмечено величавым пиром 50-летия с даты основания «Поступь» в Канаде и приглашением всех работников, волонтеров и корреспондентов, которые в разные времена ревностно работали над освещением жизни УГКЦ в Канаде, Украине и в целом мире.
По данным 30 сентября 2012 журнал «Поступь» перестал выходить из-за нехватки поддержки со стороны читателей.